# Nižbor
Nižbor (deutsch Nischburg) ist eine Gemeinde in Mittelböhmen im Okres Beroun.

## Geografie
Nižbor liegt am Fluss Berounka.
Stradonice wurde 1976 eingemeindet. Ein weiterer Ortsteil ist Žloukovice.

## Geschichte
Die Gemeinde wechselte in ihrer Geschichte mehrfach den Namen. Seit 1946 heißt sie Nižbor.

## Kultur und Sehenswürdigkeiten
Das Informationszentrum für keltische Kultur wurde 2004 in den Räumlichkeiten des Schlosses Nižbor eröffnet.

## Wirtschaft und Infrastruktur
Bekannt ist Nižbor durch die Glasfabrik Rückl.
Wenige Kilometer südwestlich verläuft durch Beroun die Autobahn Dálnice 5. Der Bahnhof Nižbor liegt an der Bahnstrecke Beroun–Rakovník.

## Politik
Die Bürgermeisterin ist Kateřina Zusková.

## Persönlichkeiten
- Pavel Pěnkava (* 1944), Mittel- und Langstreckenläufer

Der Schauspieler Tomáš Hanák (* 1957) betreibt hier ein Restaurant.